# 高橋哲雄
高橋　哲雄（たかはし　てつお、1906年（明治39年）8月15日 - 1996年（平成8年）3月6日）は、広島県広島市出身の元日本のバレーボール選手、元バレーボール全日本選手。指導者、元日本バレーボール協会副理事長・名誉副会長。元大阪府バレーボール協会会長。広島高等師範附属中学校（現広島大学附属高校）～神戸高等商業学校（現神戸大学）卒業（1928年）。「黒鷲旗全日本男女選抜バレーボール大会」を創設する等、日本のバレーボールの草分け時代に、選手、指導者として、日本のバレーボール発展の礎を築いた。

## 経歴
多田徳雄監督下で日本バレーの草分けとなった神戸高商の中心選手として最強時代に貢献。在学中の1927年、当時唯一の国際大会だった極東選手権競技大会の第8回上海大会に神戸高商単独チームの主将として参加。1928年同校卒業後帰郷、広島県農工銀行（現・みずほ銀行広島支店）に就職。前年日本排球協会（日本バレーボール協会）が設立されると、地方で最初に支部設立を促進した（1928年4月、中国支部広島県協会として認可）。広島二中（現広島観音高校）がバレーボールの強豪になったのは、当時広島一中（現国泰寺高校）がサッカー、修道（現修道中高）が水泳、広商と広陵が野球とそれぞれ特技を誇っていたため、他に何か強い種目を振興しようと当時の同校体育教師が高橋にアドバイスを求め、高橋からバレーボールを薦められ創部されたのが始まり。高橋は広島二中のコーチとしても迎えられ、後輩の鎔米二と共に昭和23年（1948年）の学制改革までの約20年間に明治神宮体育大会（国体の前身）、全日本中等学校選手権などの全国大会優勝だけで10回、準優勝3回と旧制中学最強チームを築いた。またこの時の教え子である赤城功（早稲田大学バレーボール部創設者）、長崎重芳、前田豊らがのちに日本バレーボール界発展の中心的役割を果たした。高橋と鎔はその他、広島の学校や実業団チーム、兵庫県の龍野中学（現兵庫県立龍野高校）なども指導、草創期の日本バレー発展の礎を築いた。1920年代の後半には全日本の候補選手が広島市内で旅館を経営していた高橋宅で強化合宿を張ったという。極東選手権は第5、6、7回は12人制で行い、第8回から日本の発言で9人制を実行した。9人制以降には国内にも賛否両論があったが、高橋はバレーボール今日の隆盛の基礎となったこの"9人制論者"の急先鋒であった。
バレーボールの戦術研究にも励み1938年、西軍監督を務めた東西対抗戦で、前田豊監督率いる東軍チームの対抗策として当時の9人制では画期的な前衛4人制を案出、4.3.2システムは後年バレー界を風靡した。またオープン攻撃や移動攻撃など多くの新戦術を打ち出し、日本のバレーボールの技術水準を高めた。近代バレーボールを確立した人物の一人である。こういった事もあり、のち1960年前後に1964年東京オリンピックを控えて、世界の趨勢である六人制に急ぎ切り替えるか、伝統の9人制を維持するかで揉めた時は9人制維持を主張した。
戦後は日本バレーボール協会の重鎮幹部・副理事長、副会長として世界進出する日本バレーの御意見番格として活躍。1960年日本が初参加したバレーボール世界選手権（男子第4回、女子第3回、リオデジャネイロ）全日本チーム団長などを務めた。この世界選手権で女子はソ連に3-1で惨敗し2位となったが、このときより宿敵同志、日・ソ戦の幕開けとなった。
また1952年から始まった全日本都市対抗バレーボール優勝大会（現黒鷲旗全日本男女選抜バレーボール大会）を発案。当時マスコミに取り上げられる機会の少ないマイナースポーツだったバレーボールを憂い、この頃非常に盛んだったアマチュア野球の都市対抗野球大会のような大会が出来ないものか、と考え毎日新聞大阪本社運動部のバレー担当記者だった大村至信に相談。高橋、大村や当時同社運動部部長だった南部忠平らの尽力もあり、大阪を舞台に1952年から同大会は開催された。優勝旗を都市対抗野球の「黒獅子旗」に対抗して「黒鷲旗」とするなどのアイデアは高橋が出したもの。この大会の開催はバレーのメジャー化に大きな功績があった。
その後、大阪府バレーボール協会会長、1979年に設立された日本小学生バレーボール連盟初代会長などを務め、全日本バレーボール小学生大会開催などに尽力した。京都の茶店の社長を務めていたという。